# Том Райс
Х'ю Томпсон «Том» Райс-молодший (англ. Hugh Thompson «Tom» Rice Jr.; нар. 4 серпня 1957, Чарлстон, Південна Кароліна) — американський політик-республіканець. З 2013 року представляє 7-й округ Південної Кароліни у Палаті представників США.
У 1979 році закінчив Університет Південної Кароліни, у 1982 отримав ступінь доктора права у тому ж університеті. Працював бухгалтером і адвокатом, спеціалізується у галузі податкового права. Між 2010 і 2012 — член та голова ради округу Горрі.